# Sandrine Bonnaire
Sandrine Bonnaire (Gannat, 31 mei 1967) is een Franse actrice, die meespeelde in meer dan 40 films.
Bonnaire begon te acteren in 1983 toen zij 16 jaar oud was en speelde een rol in het drama À nos amours van Maurice Pialat. Enigszins autobiografisch speelde zij de rol van een meisje uit een voorstad dat seksueel ontwaakt. Zij kreeg hiervoor in 1984 de César van meest beloftevolle actrice.
Haar internationale doorbraak kwam in 1986 toen zij de hoofdrol speelde in het drama Sans toit ni loi, in een regie van Agnès Varda, waarmee zij haar tweede César won. Monsieur Hire, een misdaaddrama naar een roman van Georges Simenon en geregisseerd door Patrice Leconte, volgde in 1989. In 2004 vertolkte zij een hoofdrol in het romantisch drama Confidences trop intimes, een andere film van Patrice Leconte. Ook met Maurice Pialat en Agnès Varda werkte ze meermaals samen, evenals met Jacques Rivette, Claude Chabrol, Philippe Lioret en Safy Nebbou.
Bonnaire heeft een dochter uit haar relatie met William Hurt, die zij in 1991 leerde kennen tijdens het maken van het drama La Peste naar de gelijknamige roman van Albert Camus. Zij speelden ook samen in Confidences à un inconnu (1994). In maart 2003 huwde zij met acteur en scenarioschrijver Guillaume Laurant.
Sinds enige jaren werkt Bonnaire ook zelf als regisseuse. Haar succesvolle debuut maakte ze in 2007 met Elle s'appelle Sabine, een documentaire over haar autistische zus Sabine. 

## Filmografie
- 1982 - La Boum 2 (Claude Pinoteau)
- 1982 - Les Sous-doués en vacances (Claude Zidi)
- 1983 - À nos amours (Maurice Pialat)
- 1984 - Tir à vue (Marc Angelo)
- 1985 - Blanche et Marie (Jacques Renard)
- 1985 - Le meilleur de la vie (Renaud Victor)
- 1985 - Police (Maurice Pialat)
- 1985 - Sans toit ni loi (Agnès Varda)
- 1986 - La Puritaine (Jacques Doillon)
- 1987 - Sous le soleil de Satan (Maurice Pialat)
- 1987 - Jaune revolver (Olivier Langlois)
- 1987 - Les Innocents (André Téchiné)
- 1988 - Quelques jours avec moi (Claude Sautet)
- 1988 - Peaux de vaches (Patricia Mazuy)
- 1989 - Monsieur Hire (Patrice Leconte)
- 1990 - La Captive du désert (Raymond Depardon)
- 1990 - Dans la soirée (Verso sera) (Francesca Archibugi)
- 1991 - Le ciel de Paris (Michel Béna)
- 1991 - La Peste (Luis Puenzo)
- 1992 - Prague (Ian Sellar)
- 1993 - Jeanne la pucelle: Les Batailles (Jacques Rivette)
- 1993 - Jeanne la pucelle: Les Prisons (Jacques Rivette)
- 1994 - Confidences à un iconnu (Secrets Shared with a Stranger) (Georges Bardawil)
- 1995 - Les Cent et Une Nuits de Simon Cinéma (Agnès Varda)
- 1995 - La Cérémonie (Claude Chabrol)
- 1996 - Never Ever (Charles Finch)
- 1997 - Die Schuld der Liebe (Andreas Gruber)
- 1997 - Une femme en blanc (televisieserie) (Aline Issermann)
- 1998 - Secret défense (Jacques Rivette)
- 1998 - Voleur de vie (Yves Angelo)
- 1999 - Au cœur du mensonge (Claude Chabrol)
- 1999 - East/West (Régis Wargnier)
- 2001 - Mademoiselle (Philippe Lioret)
- 2001 - C'est la vie (Jean-Pierre Améris)
- 2002 - Femme fatale (Brian De Palma)
- 2003 - Resistance (Todd Komarnicki)
- 2003 - La Maison des enfants (televisieserie) (Aline Issermann)
- 2004 - Confidences trop intimes (Intimate Strangers) (Patrice Leconte)
- 2004 - Le Cou de la girafe (Safy Nebbou)
- 2004 - L'Équipier (Philippe Lioret)
- 2006 - Le Procès de Bobigny (televisie) (François Luciani)
- 2006 - Je crois que je l'aime (Pierre Jolivet)
- 2006 - Demandez la permission aux enfants (Eric Civanyan)
- 2007 - Un Coeur Simple (Marion Laine)
- 2008 - L'Empreinte (Safy Nebbou)
- 2009 - Joueuse (Caroline Bottaro)
- 2014 - Salaud, on t'aime (Claude Lelouch)
- 2015 - La Dernière Leçon (Pascale Pouzadoux)
- 2016 - Le ciel attendra (Marie-Castille Mention-Schaar)
- 2017 - Une saison en France (Mahamat Saleh Haroun)
- 2017 - Prendre le large (Gaël Morel)
- 2024 - Limonov: The Ballad of Eddie

## Regisseur
- 2007 - Elle s'appelle Sabine
- 2011 - J'enrage de son absence
- 2017 - Marianne Faithfull, fleur d'âme